# Franz Kafka's It's a Wonderful Life
 (juillet 2025).
Pour plus de détails, voir Fiche technique et Distribution.
Franz Kafka's It's a Wonderful Life est un court métrage britannique réalisé par Peter Capaldi et sorti en 1993.
Il a remporté l'Oscar du meilleur court métrage en prises de vues réelles en 1995, ex æquo avec Trevor de Peggy Rajski.
Le titre fait référence au film de Frank Capra It's a Wonderful Life (La vie est belle).

## Synopsis
1915, le célèbre écrivain Franz Kafka se prépare à rédiger La Métamorphose, dans son appartement la veille de Noël. Mais il peine à trouver l'inspiration, d'autant plus que des interruptions constantes viennent perturber son travail : les voisins du rez-de-chaussée célèbrent Noël et cherchent à l'inviter à se joindre à eux, un autre tente de lui proposer des couteaux et des hachoirs, et une femme envisage de lui offrir des articles humoristiques.

## Fiche technique
- Réalisation : Peter Capaldi
- Scénario : Peter Capaldi
- Productrice : Ruth Kenley-Letts
- Production : BBC Films
- Musique : Philip Appleby
- Image : Simon Maggs
- Type : Noir et blanc
- Montage : Nikki Clemens
- Durée : 23 minutes

## Distribution
- Richard E. Grant : Franz Kafka
- Crispin Letts : Gregor Samsa
- Ken Stott : Woland the Knifeman
- Elaine Collins : Miss Cicely
- Phyllis Logan : Frau Bunofsky
- Julie Cox : fille à la fête

## Nominations et récompenses
- Festival du film européen d'Angers 1994 : prix du public du meilleur court métrage
- British Academy Film Awards 1994 : meilleur court métrage
- Oscars du cinéma 1995 : Oscar du meilleur court métrage en prises de vues réelles